# Never Enough (Melissa Etheridge)
Never Enough è il terzo album discografico in studio della cantautrice statunitense Melissa Etheridge, pubblicato nel 1992.

## Tracce
1. Ain't It Heavy – 4:20
2. 2001 – 4:36
3. Dance Without Sleeping – 5:40
4. Place Your Hand – 3:24
5. Must Be Crazy for Me – 3:43
6. Meet Me in the Back – 4:02
7. The Boy Feels Strange – 4:31
8. Keep It Precious – 6:13
9. The Letting Go – 3:05
10. It's for You – 5:41